# Camponotus hapi
Camponotus hapi är en myrart som beskrevs av Weber 1943. Camponotus hapi ingår i släktet hästmyror, och familjen myror. Inga underarter finns listade.